# Вулкан Павлова
Вулкан Па́влова (англ. Pavlof Volcano) — действующий стратовулкан, расположенный вблизи южной оконечности полуострова Аляска. Диаметр вулкана примерно 7 км, активные выходы расположены на северном и восточном склонах около вершины. Вершина вулкана достигает отметки 2518 м. Рядом с вулканом есть вторая вершина, высотой 2142 метра, — её называют «Сестра Павлова» (англ. Pavlov Sister).
Вулкан входит в число наиболее высоких точек Алеутского хребта.
Это один из самых активных вулканов Аляски, на его счету более 40 исторических извержений. Наиболее сильные извержения вулкана в XX—XXI веках отмечены в 1981, 1983, 1986, 1996 и 2007 годах. Извержение, начавшееся в 1911 году, длилось на протяжении 5 лет. Последнее сильное извержение вулкана произошло в 2013 году. В результате этого извержения облака пепла достигали высоты 10,6 тыс. м.
Последние проявления активности наблюдались 19 октября 2019 года.
С 1980 года вулкан Павлова включён в Национальный заповедник полуострова Аляска.
Название «Павловской вулкан» впервые зафиксировано в записях российского капитана Фёдора Петровича Литке в 1836 году.

## Галерея

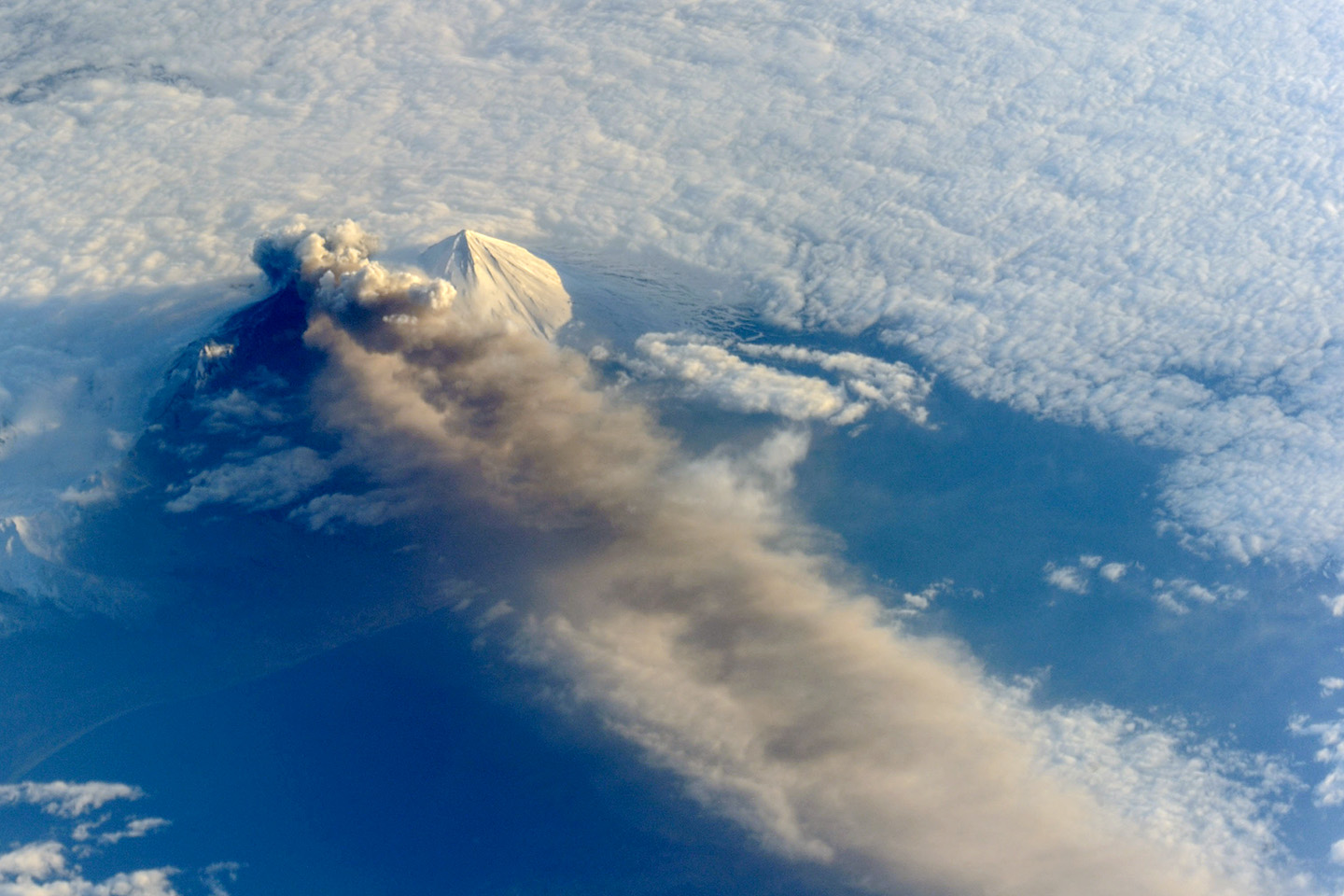
Извержение вулкана Павлова в 2013 году, снимок из космоса
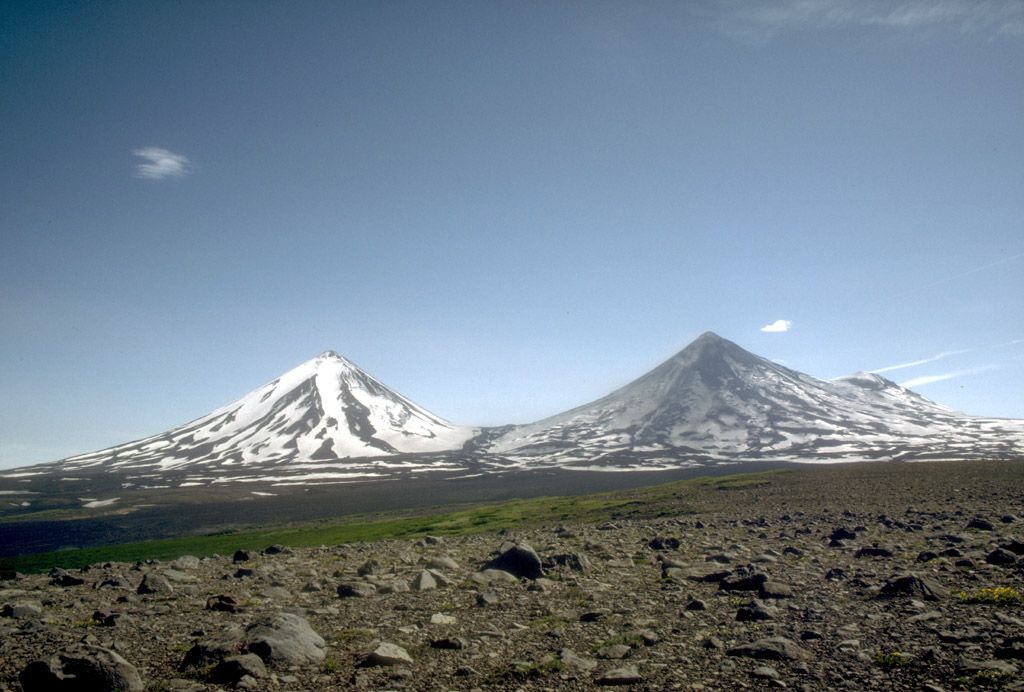
Вулкан Павлова (справа) и «Сестра Павлова» (слева)
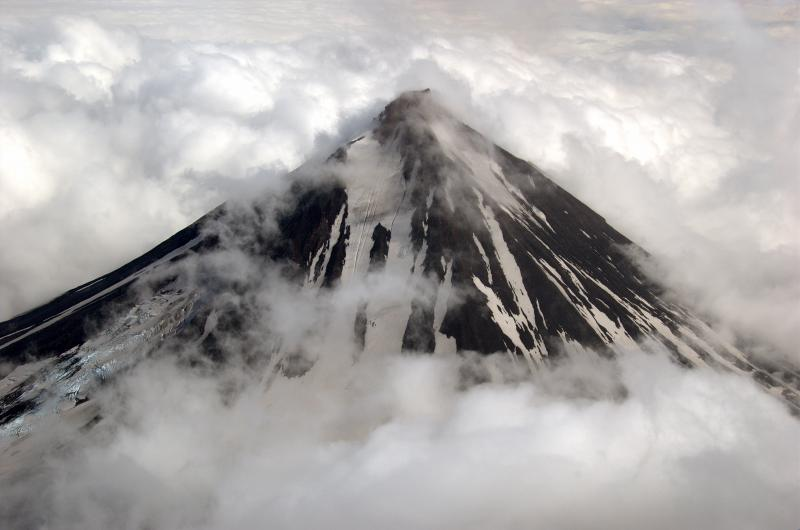
«Сестра Павлова»
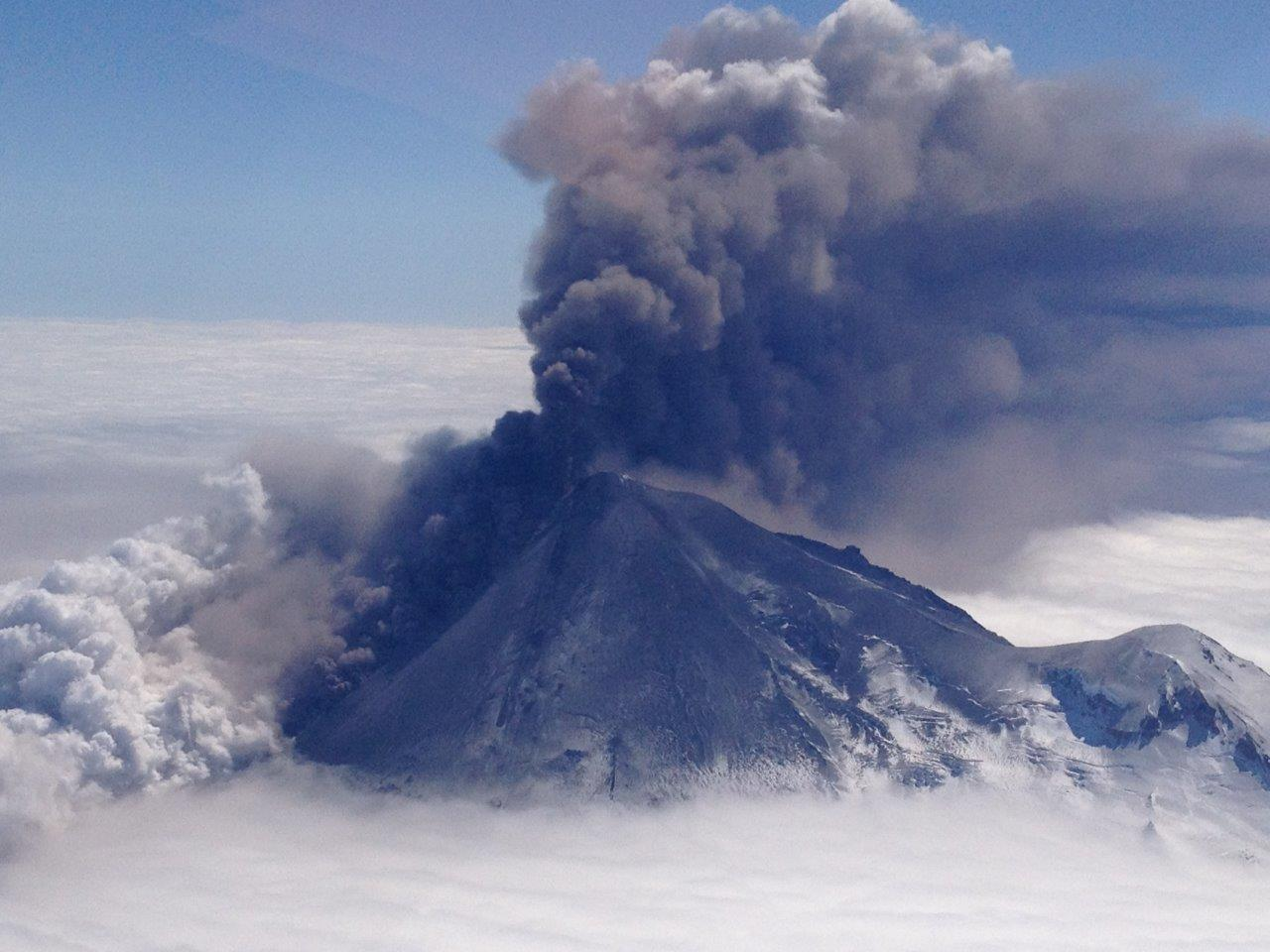
Вулкан Павлова
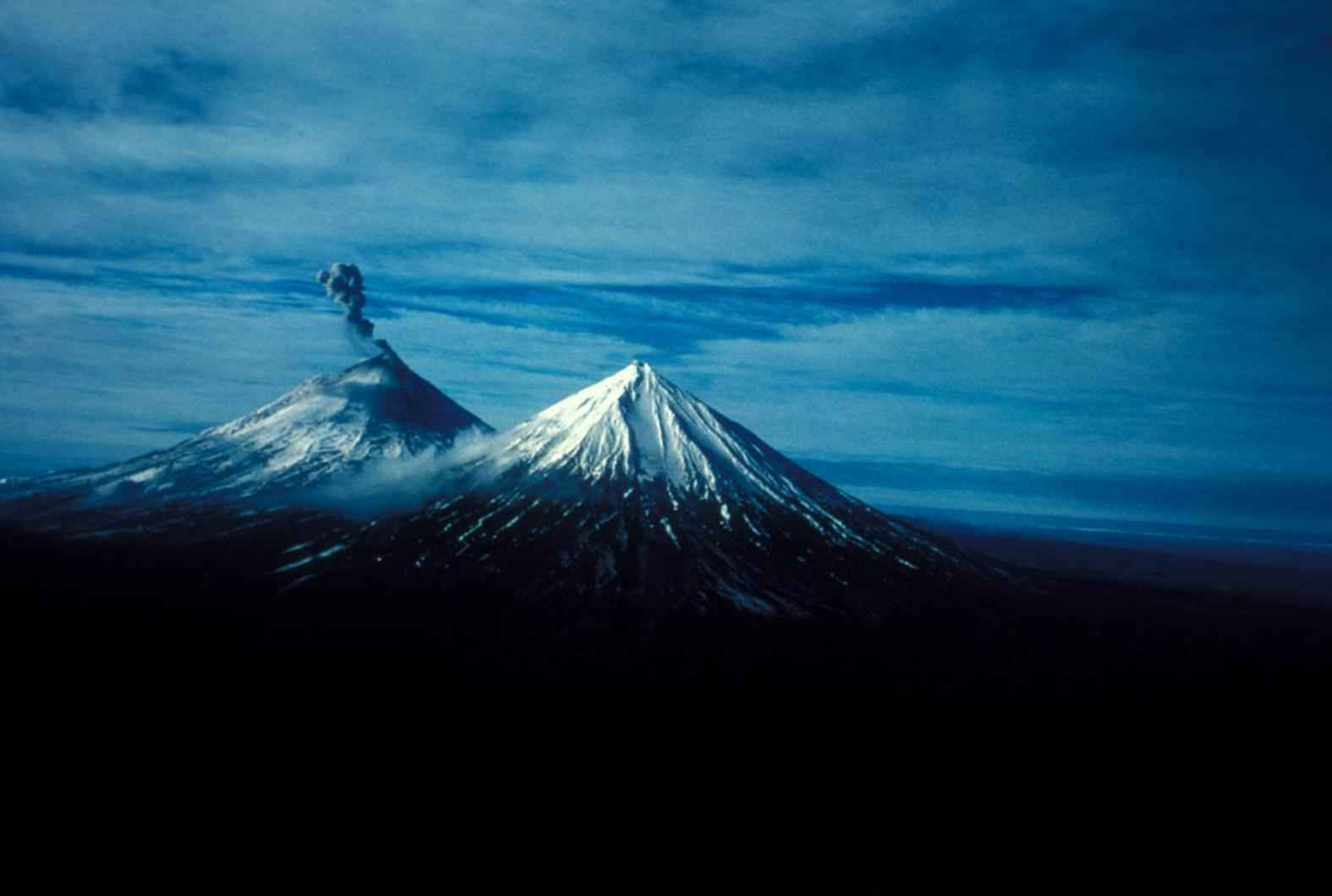
Извержение